# Kavaljersporten

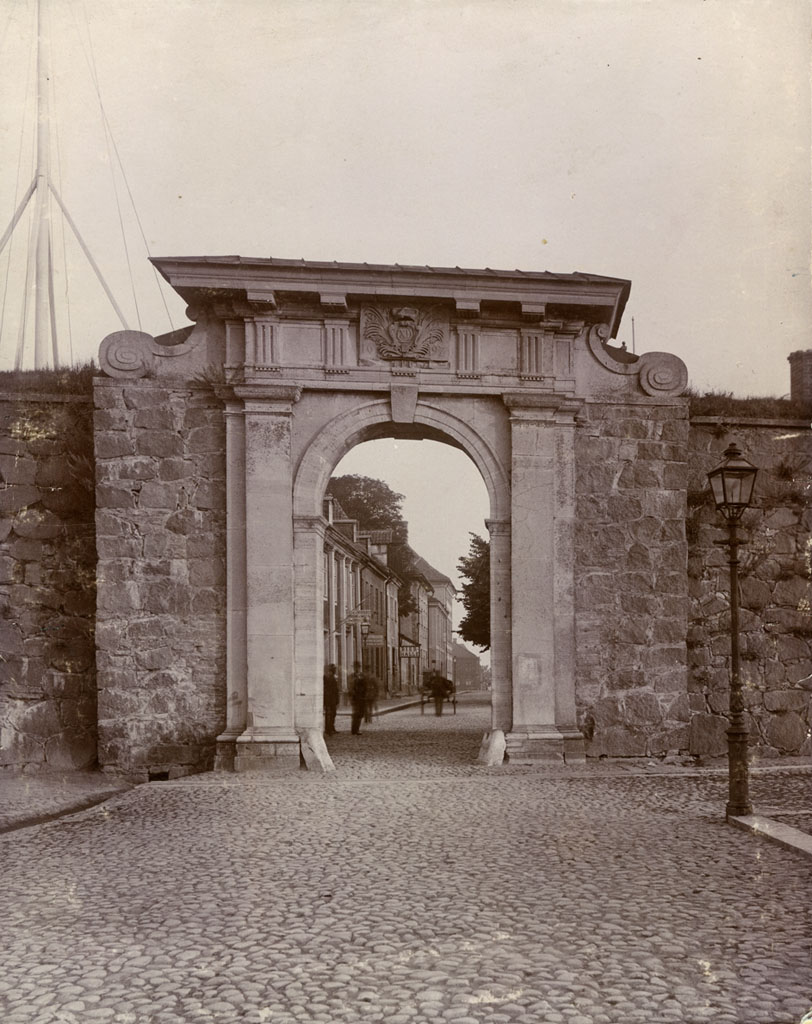
Kavaljersporten sedd från hamnsidan, 1880-talet. I fonden syns Östra Sjögatan.

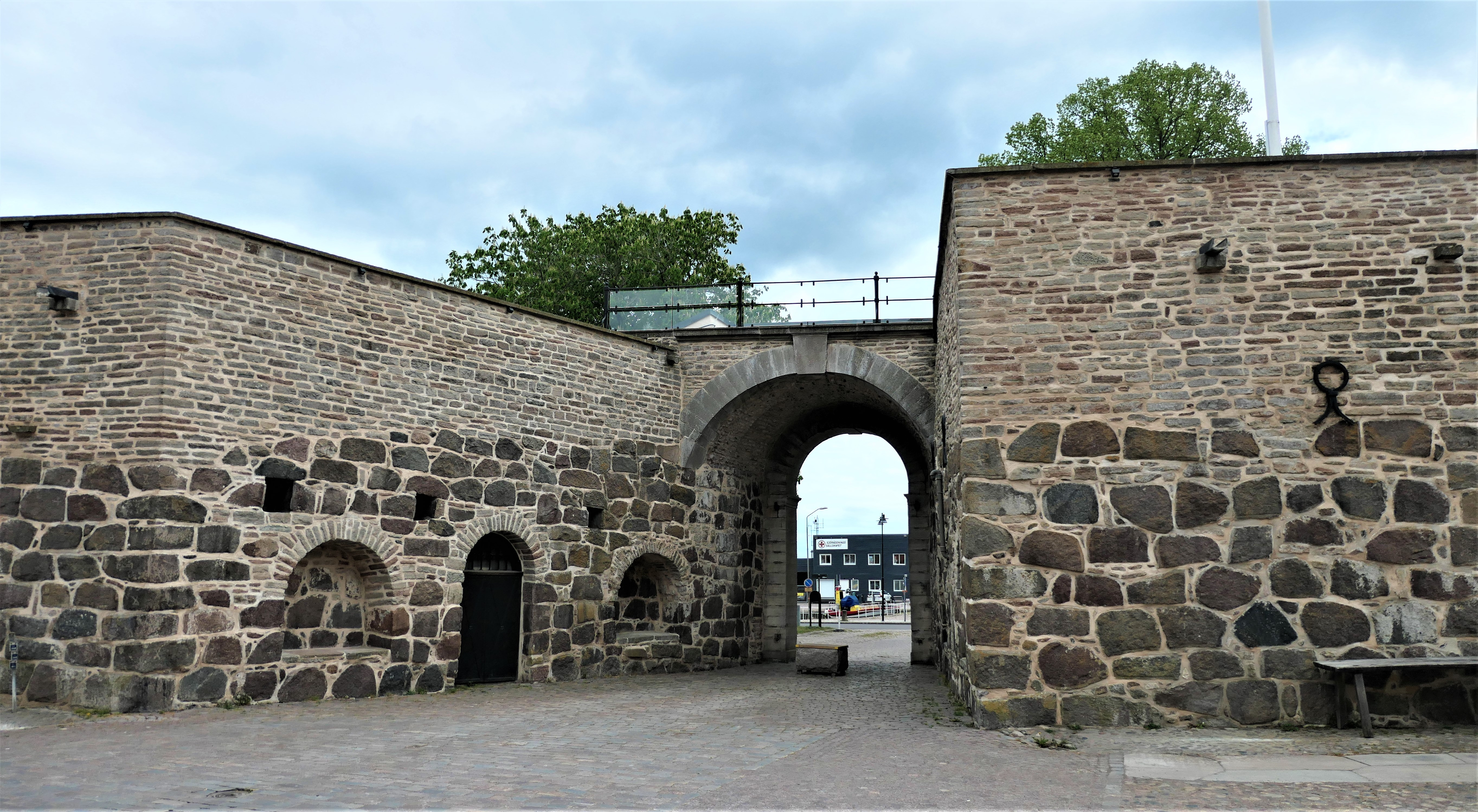
Kavaljersporten från Lilla torget. Genom porten syns Räddningsstation Kalmars byggnad.

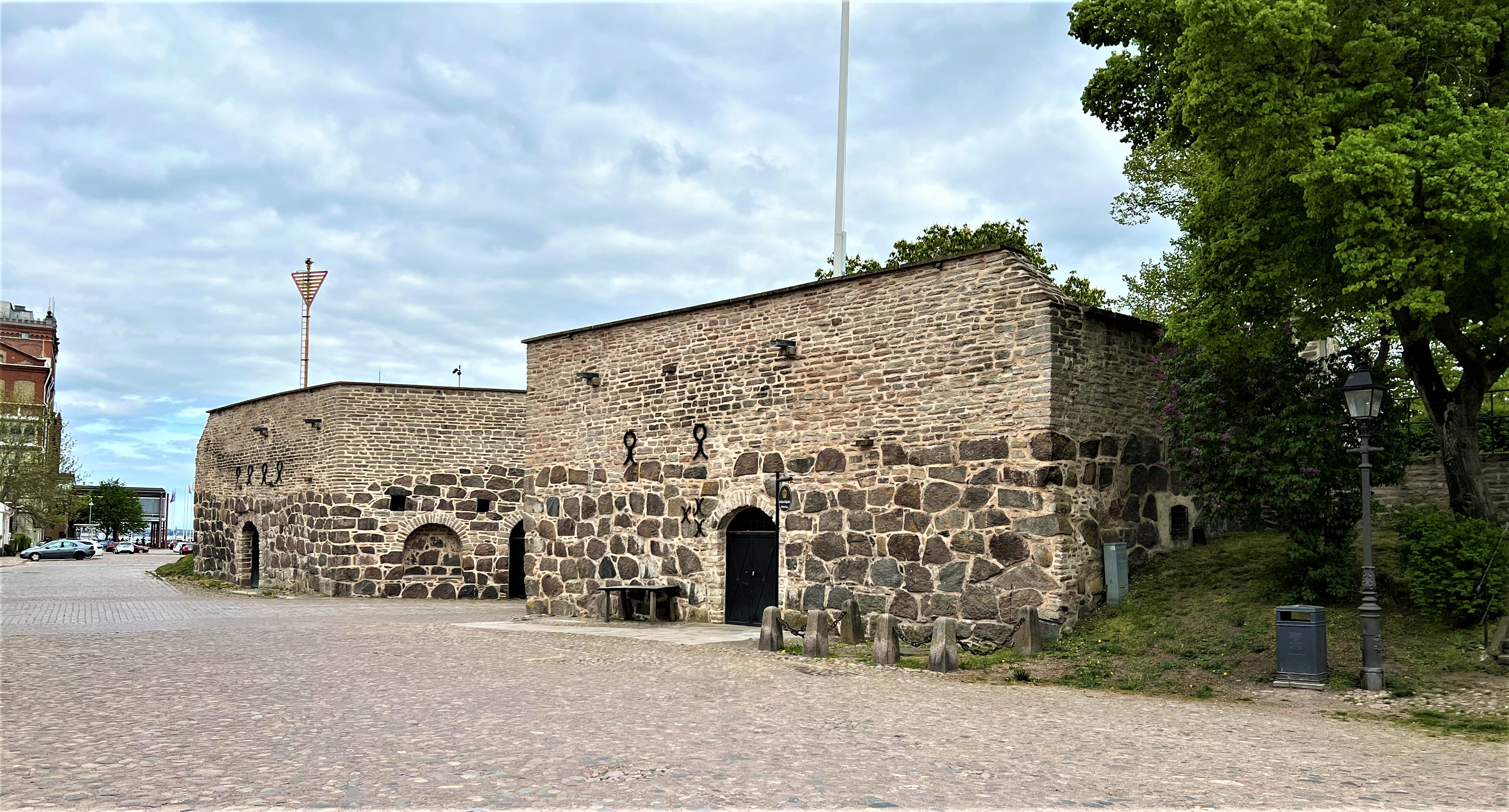
Kavaljersporten från Lilla torget. Till vänster i fonden skymtar Kalmar ångkvarns byggnad vid Elevatorskajen.

Kavaljersporten, Kavaljeren, Stora Sjöporten eller Storbrovalvet, är en av den tidigare befästningsstaden Kalmars två portar mot stadens hamn på sydöstra sidan av Kvarnholmen.  Den ligger i förlängningen av Östra Sjögatan. Namnet kommer från befästningstermen kavaljer, som betyder en påbyggnad av en befästning.
Kavaljersporten uppfördes 1697 i renässansstil av byggmästaren vid Amiralitetet Rudolf Bientz efter ritningar av Daniel Schmidt.
Den ledde ut till Storbron, den största träbryggan i Kalmars hamn under 1600- och 1700-talen och långt in på 1800-talet.
På insidan fanns två kasematter, där vaktstyrkan logerades. I början av 1800-talet låg där också Kalmars lotsstation.